# 兴源寺
兴源寺是中国内蒙古自治区通辽市库伦旗的一座藏传佛教格鲁派寺院。

## 历史
库伦旗原属哲里木盟，是清朝漠南蒙古唯一实行政教合一的喇嘛旗，即“锡勒图库伦喇嘛旗”。该旗藏传佛教寺庙众多，地位最高及规模最大者有三大寺，即兴源寺、象教寺、福缘寺。其中，兴源寺是总掌锡勒图库伦旗政教事务的锡勒图库伦旗掌印札萨克达喇嘛（锡勒图喇嘛）的驻扎地，是过去该旗的主庙、政教中心。
兴源寺位于库伦旗中街以北。该寺创建于清朝顺治六年（1649年），竣工于顺治七年（1650年），获顺治帝赐额“兴源寺”。该寺是库伦旗最早的寺庙。康熙四十九年（1710年），在其左右各增建一座配殿。康熙五十八年（1719年），该寺大规模扩建，在原来的正殿前方，沿中轴线新建了面阔九间、进深九间、人称“九九八十一间”的正殿（即大经堂），以及天王殿、山门殿。两侧对称新建了配殿、钟鼓楼。此次扩建用时六年方告完工。此后，该寺历任札萨克达喇嘛多次小规模修缮该寺。
光绪二十五年（1899年），该寺又经较大规模的改扩建，重建了正殿（即大经堂），使正殿结合了汉式和藏式建筑风格，成为二层建筑。此外，还在兴源寺以及相邻的象教寺（建于1670年）周围建起了高大的围墙，从而令兴源寺、象教寺连为一体，形成占地面积2.5万平方米的建筑群。此次改扩建工程用时三年，光绪二十七年（1901年）完工。
兴源寺没有转世活佛或呼毕勒罕。兴源寺为首之喇嘛称为锡勒图库伦旗掌印札萨克达喇嘛。该缺向由清朝理藩院补放。1931年3月19日，南京国民政府颁布《锡勒图库伦旗政教分治办法》，规定掌印札萨克达喇嘛一缺改分为二缺，即行政与宗教各一缺，行政职位称“札萨克”（与其他各旗相同），宗教职位称“兴源寺锡勒图喇嘛”。自此，该旗与其他各旗一样，成为札萨克负责行政的旗，结束了政教合一的制度。
兴源寺每年举办4次大法会，即农历正月和六月的十四日、十五日两天为跳鬼会，届时库伦旗的喇嘛全体参加。每隔三年即逢农历牛年、蛇年、鸡年，兴源寺举办一次嘛呢法会，规模盛大。这种法会每次都提前两个月筹办，制做“嘛呢丸”。此种法会自农历七月初五日至初七日整修座位，初八日正式开始法会，一直举办7昼夜，至十四日结束。其间，参加诵经的喇嘛须持斋，并被禁止走出寺院外围用石子摆出的界线。每次嘛呢法会，香客云集兴源寺，寺院周围的街上都是货摊。
中华人民共和国成立后，兴源寺为库伦旗党政机关的办公场所。该寺的佛像、经书在土地改革中遭到毁灭。“文化大革命”期间，兴源寺的建筑遭严重破坏，仅存正殿。1986年，库伦旗人民政府对兴源寺进行了修缮。
2008年起，库伦三大寺即兴源寺、象教寺、福缘寺由政府投资开始大规模修缮，寺院原貌逐步恢复。

## 建筑
兴源寺座北朝南，依山而建。中路主要建筑自南向北依次为山门殿、天王殿、正殿、嘛呢殿、额克苏莫。
- 山门殿：始建于康熙五十八年（1719年）。
- 天王殿：始建于康熙五十八年（1719年）。单檐歇山顶。两进之间四面带廊。殿内供奉四大天王。
  - 钟楼、鼓楼：位于天王殿前左右两侧。其中东为钟楼，西为鼓楼。
- 正殿（大经堂）：始建于康熙五十八年（1719年）。面阔九间，进深九间。殿内主祀释迦牟尼。释迦牟尼像左右两侧各有几尊铜像、泥塑像。释迦牟尼像前为札萨克达喇嘛宝座。殿内藏有《甘珠尔》120卷、《丹珠尔》200卷。殿内地面中心的石刻“四龙戏火炉”，据考证为元朝所制。
  - 护法殿：正殿的西配殿。内祀护法神。
  - 十八罗汉殿：正殿的东配殿。内祀十八罗汉。
- 嘛呢殿：面阔三间，进深三间。该殿西、东两壁绘有清代早期汉传佛教十八罗汉、藏传佛教十八罗汉及护法韦驮、多闻天王壁画，是镇寺之宝。[6]
- 额克苏莫：始建于清朝顺治六年（1649年），建筑面积达152.41平方米，是库伦三大寺中最古老的建筑，俗称“母寺”。殿内供奉横三世佛。

## 札萨克达喇嘛
从清朝时到1931年3月，锡勒图库伦旗实行政教合一制度，锡勒图库伦旗掌印札萨克达喇嘛负责锡勒图库伦旗的政教事务。锡勒图库伦旗掌印札萨克达喇嘛大多来自青海省乐都县碾伯地方的萨木鲁家族，属于藏族。1931年3月19日，南京国民政府颁布《锡勒图库伦旗政教分治办法》，规定掌印札萨克达喇嘛一缺改分为二缺，即行政与宗教各一缺，行政称“札萨克”，宗教称“兴源寺锡勒图喇嘛”。至1931年3月南京国民政府颁布《锡勒图库伦旗政教分治办法》时，札萨克达喇嘛共传二十三任。其中，只有第三任、第二十二任、第二十三任不属于萨木鲁家族。第二十三任札萨克达喇嘛罗布桑林沁是库伦旗蒙古族喇嘛，在1931年3月《锡勒图库伦旗政教分治办法》颁布之后还俗，改任该旗札萨克，负责该旗行政。从1931年3月政教分治起，至1947年土改运动开始为止，兴源寺锡勒图喇嘛仅传三任。
政教合一时期，札萨克达喇嘛之下设有札萨克、德木齐、格斯贵各四缺，辅佐札萨克达喇嘛管理该旗的政教事务。1931年3月政教分治之后，锡勒图喇嘛之下仅设德木齐、格斯贵各二缺，辅佐锡勒图喇嘛管理宗教事务。
清末民初之际，布和布彦曾任锡勒图库伦旗掌印札萨克达喇嘛，在政治上发挥了重要影响。